# Uspenka (obwód ługański)
Uspenka (ukr. Успенка) – osiedle typu miejskiego na Ukrainie, w obwodzie ługańskim, w faktycznie niefunkcjonującym rejonie ługańskim, od 2014 pod kontrolą marionetkowej, uzależnionej od Rosji Ługańskiej Republiki Ludowej. W 2001 liczyło 9676 mieszkańców, spośród których 6713 wskazało jako ojczysty język ukraiński, 2874 rosyjski, 6 mołdawski, 9 białoruski, 39 ormiański, 20 romski, 2 grecki, 12 inny, a 1 osoba się nie zadeklarowała.